# ドラゴンダンス (ゲーム)
『ドラゴンダンス』は、2007年8月27日にAlwaysNeatから発売されたウェブブラウザ用パズルゲーム。
アーケード版は2008年12月にサクセスから発売された。ニンテンドーDSとPlayStation Portable版は2009年2月26日発売された。